# 名寄本線
名寄本線（日语：／ Nayoro honsen */?）曾經是一條連結北海道名寄市的名寄站，途經上川郡下川町、紋別郡西興部村、同郡興部町、紋別市等至紋別郡遠輕町的遠輕站的本線與紋別郡上湧別町的中湧別站分岔至同郡湧別町的湧別站的支線，屬於日本國有鐵道（國鐵）及北海道旅客鐵道（JR北海道）的鐵路線（地方交通線）。根據國鐵再建法的施行獲指定為第2次特定地方交通線，JR北海道在繼承2年餘後的1989年5月1日廢除。另外，此線也是特定地方交通線廢除的路線當中唯一的「本線」。

## 路線資料（廢除時）
- 管轄：北海道旅客鐵道[2]（第一種鐵道事業者）
- 路線距離（營業距離）：
  1. 名寄－上湧別－遠輕 138.1公里（本線）[2][1]
  2. 中湧別－湧別 4.9公里（支線；運行上以往中湧別方向為下行）[2][1]
- 站數：40個（包括起終點站）
- 軌距：1,067毫米（窄軌）[2]
- 複線路段：沒有（全線單線）
- 電氣化路段：沒有（全線非電氣化（日语：非電化））[2]
- 閉塞方式：
  - 主線為電氣路牌閉塞，支線採單票閉塞。
  - 可交會車站：8（下川、上興部、中興部、興部、沙留、紋別、小向、中湧別）
    - 上名寄、一之橋、西興部、宇津、渚滑、元紋別、沼之上、上湧別、開盛等站曾經設置列車交會設備，後來撤除。
- 簡易委託站：西興部、渚滑、上湧別、湧別
  - 中興部與小向配置職員處理運轉業務，但不販賣車票；不過在本路線行駛末期曾發售月台票。

## 營運情況
依照廢線前最後一次改點的時刻表（1989年3月11日），本線只有普通列車行駛，但某些班次有部分車站不停靠。。而直接來往宗谷本線旭川站的列車，在宗谷本線區間是作為快速列车行駛（相當於繼承了以前的「紋別號」列車）。
列車班次數目並不平均，接近遠輕的路段列車數目較多，約1至3小時有1班列車。在渚滑線廢線前亦有直通渚滑線的列車。
1989 年 3 月 11 日，各區間運行的列車數量如下：
- 名寄－遠輕間下行：
  - 名寄～下川間8班列車（其中名寄開往遠輕6班、旭川開往遠輕1班，以及一班假日停駛的名寄開往下川的列車）[3]
  - 下川 - 紋別間 7班[3]
  - 紋別 - 中湧別間 9班（其中2班是從紋別開往遠輕。）[3]
  - 中湧別 - 遠輕間 10班[3]
- 遠輕－名寄間上行：
  - 遠輕 ～中湧別間 11班（包括遠輕開往名寄3班、遠輕開往旭川1班、遠輕開往興部1班、遠輕開往中湧別1班、其它的是遠輕開往紋別）。[3]
  - 中湧別 - 紋別間 10班[3]
  - 紋別 - 興部間 8班（包括3班紋別開往名寄）。[3]
  - 興部 - 名寄間 8班（包括1班興部開往名寄）[3]
- 湧別 - 中湧別區間早晚各2次往返（以遠輕為始發或終點站；除下午一班以外，其他列車在遠輕－中湧別區間與往來紋別的列車併結。）[3]

1986年3月3日的時刻表修訂中，湧別至中湧別之間列車與湧網線直通運轉，但晚間列車僅從湧別開往中湧別。1986年11月1日修訂時刻表後，從中湧別出發和到達的列車直接開到遠輕。
遠輕站首班上行列車時間為 4:00，紋別站末班下行列車為 22:00。在遠輕車站與石北本線來往札幌的夜行列車接駁（1989年3月11日時為急行列車「大雪號」）。

### 優等列車
- 1962年（昭和37年）5月1日 - 行駛札幌～遠輕的急行「紋別」（もんべつ）、旭川～遠輕～名寄～旭川的循環線準急「旭川」（あさひかわ）、興部～網走的準急「天都」（てんと）開始行駛。
  - 「紋別」會於深川站與留萌本線羽幌站與急行「羽幌」合併前往札幌。
- 1963年（昭和38年）6月1日 - 急行「紋別」紋別～遠輕段轉為普通列車。
- 1966年（昭和41年）3月5日 - 因準急列車的制度改變，「旭川」、「天都」變為急行列車。
- 1968年（昭和43年）10月1日 - 「紋別」下行列車的興部～遠輕段轉為普通列車區間。「旭川」改變行駛路線，改行旭川～遠輕～興部～名寄路段並同時改名為急行「鄂霍次克（日语：オホーツク_(列車)）」，而興部～名寄路段轉為普通列車。
- 1970年（昭和45年）10月1日 - 急行「鄂霍次克」在名寄本線路段轉為普通列車。而「天都」的下行列車行駛路段延長至名寄～網走，而名寄～興部路段為普通列車。
- 1972年（昭和47年）10月2日 - 急行「鄂霍次克」改名為「大雪（日语：オホーツク_(列車)）」，而名寄本線路段為普通列車。
- 1980年（昭和55年）10月1日 - 急行「天都」停駛。急行「紋別」上行列車遠輕～興部路後轉為普通列車。
  - 「天都」停駛時的行駛路線（括號內為名寄本線的車站）：（興部站～渚滑站～紋別站～中湧別站～上湧別站～遠輕站）～生田原站～留邊蘂站～北見站～美幌站～網走站
- 1986年（昭和61年）11月1日 - 急行「紋別」停駛。此外，直接前往旭川及石北本線的急行「大雪」（名寄本線內為普通列車）亦停駛。至此，所有行駛名寄本線的優等列車已全部取消。
  - 「紋別」停駛時的行駛路線（括號內為名寄本線的車站）：札幌站～岩見澤站～美唄站～砂川站～瀧川站～深川站～旭川站～和寒站～士別站～（名寄站～下川站～西興部站～興部站）

## 歷史
興建本線時，為了避開興建困難的石北峠及北見峠，採取由名寄及中湧別兩邊分別同時興建名寄西線（なよろさいせん）及名寄東線（なよろとうせん）。並在1921年全線開通並稱為名寄線（なよろせん）。而1923年因支線（渚滑線）開始營建而改稱為名寄本線。
之後，克服北見峠而興建的石北線（後來的石北本線）在1932年全線通行，並決定將湧別線在遠輕切割為兩條路線，遠輕～下湧別併入名寄本線，而遠輕～野付牛併入石北線。
雖然在1980年的國鐵重組計劃被指定為廢除的路線之一，但因為冬天運輸等問題而與其他3條路線（天北線、池北線、標津線）同時獲得暫時保留。國鐵分割民營化後，曾經提出將載客量較多的區間（名寄站～下川站、紋別站～遠輕站）以部分保留的方案由第三方負責經營，但由於继续运营线路预计将会产生大量的亏损，全线最终于1989年被廢除。

### 名寄線
- 1919年（大正8年）10月20日 - 名寄線名寄～下川（16.5公里）開始營運，新設上名寄站、下川站。
- 1920年（大正9年）10月25日 - 下川～上興部（22.4公里）開始營運，新設一之橋站、上興部站。
- 1921年（大正10年）
  - 3月25日 - 名寄東線中湧別～興部（54.1公里）開始營運，新設沼之上站、小向站、元紋別站、紋別站、渚滑站、沙留站、興部站。名寄線改稱為名寄西線。
  - 10月5日 - 上興部～興部（28.9公里）開始營業，瀨戶牛站、中興部站、宇津站開始營運。名寄東線及名寄西線因全線通行而合併並改稱為名寄線。
- 1923年（大正12年）11月5日 - 因支線渚滑線開始營運，名寄線改稱為名寄本線。

### 湧別線
- 1915年（大正4年）11月1日 湧別輕便線（下生田原～）遠輕～社名淵（4.5公里）（軌距762毫米）開始營運。新設遠輕站、社名淵站。
- 1916年（大正5年）
  - 11月7日 - 遠輕～社名淵的軌間由762毫米改為1067毫米。
  - 11月21日 - 社名淵～中湧別～下湧別（16.6公里）開始營運並全線通行，新設上湧別站、中湧別站、下湧別站。
- 1922年（大正11年）9月2日 - 因廢除輕便鐵道法，湧別輕便線改稱為湧別線。

### 兩線合併後
- 1932年（昭和7年）10月1日 - 湧別線的遠輕～下湧別區間併入名容本線。
- 1934年（昭和9年）2月5日 - 社名淵改稱為開盛。
- 1947年（昭和22年）
  - 2月11日 - 新設豐野臨時乘降場。
  - 9月10日 - 新設旭臨時乘降場。
  - 9月21日 - 新設中名寄臨時乘降場。
  - 12月25日 - 新設二之橋臨時乘降場。
- 1950年（昭和25年）1月15日 - 中名寄、二之橋、豐野等臨時乘降場升格為車站。
- 1954年（昭和29年）11月10日 - 下湧別改稱為湧別。
- 1955年（昭和30年）
  - 12月1日 - 新設一區中通臨時乘降場。
  - 12月25日 - 新設一本松、厚生醫院前、四號場臨時乘降場。
- 1956年（昭和31年）
  - 4月30日 - 新設幸成臨時乘降場。
  - 5月1日 - 新設弘道臨時乘降場。
  - 9月1日 - 新設秋里[8]、富丘臨時乘降場。
  - 9月20日 - 旭臨時乘降場升格為車站。
  - 10月30日 - 新設矢文、岐阜橋臨時乘降場。
- 1957年（昭和32年）
  - 8月1日 - 新設川西臨時乘降場。
  - 11月1日 - 新設北興臨時乘降場。
  - 12月3日 - 新設班溪臨時乘降場。
- 1959年（昭和34年）
  - 4月20日 - 新設六興臨時乘降場。
  - 11月1日 - 新設潮見町站，矢文、岐阜橋、北興、川西、共進（前一區中通）、北遠輕（前學田[9]）臨時乘降場升格為車站。
- 1961年（昭和36年）
  - 3月20日 - 瀨戶牛改稱為西興部。
- 1966年（昭和41年）10月1日 - 廢除厚生醫院前臨時乘降場，新設北湧臨時乘降場（代替厚生醫院前臨時乘降場）。
- 1978年（昭和53年）12月1日 - 中湧別～湧別的貨物業務停止。中名寄、上名寄、二之橋、中興部、宇津、小向、沼之上、開盛等車站無人化。
- 1985年（昭和60年）8月2日 被選為第2次特定地方交通線（預定廢線）。
- 1986年（昭和61年）11月1日 - 上湧別、元紋別、渚滑、西興部、一之橋、湧別等車站無人化。
- 1987年（昭和62年）
  - 4月1日 - 國鐵分割民營化後，由JR北海道繼承業務。名寄～遠輕的貨物業務停止。幸成、六興、旭丘、富丘、一本松、弘道、北湧、四號線等臨時乘降場升格為車站。
  - 12月1日 - 班溪臨時乘降場升格為車站。
- 1989年（平成元年）5月1日 - 全線被廢線，由巴士接替交通服務。

## 車站列表
接續路線的公司名、車站所在地以名寄本線廢除時為準。名寄本線廢除以前已經廢除的路線則以該路線廢除時為準。所有車站都位於北海道。
| 中文站名 | 日文站名 | 英文站名 | 站間距離 | 營業距離 | 接續路線、備註                                                     | 所在地   | 所在地 | 所在地                  | 所在地 |
| -------- | -------- | -------- | -------- | -------- | ------------------------------------------------------------------ | -------- | ------ | ----------------------- | ------ |
| 名寄     |          |          | -        | 0.0      | 北海道旅客鐵道：宗谷本線、深名線（1995年9月4日廢除）               | 上川支廳 | 名寄市 | 名寄市                  |        |
| 中名寄   |          |          | 5.8      | 5.8      |                                                                    | 上川支廳 | 名寄市 | 名寄市                  |        |
| 上名寄   |          |          | 3.9      | 9.7      |                                                                    | 上川支廳 | 上川郡 | 下川町                  |        |
| 矢文     |          |          | 2.4      | 12.1     |                                                                    | 上川支廳 | 上川郡 | 下川町                  |        |
| 岐阜橋   |          |          | 1.7      | 13.8     |                                                                    | 上川支廳 | 上川郡 | 下川町                  |        |
| 下川     |          |          | 2.7      | 16.5     |                                                                    | 上川支廳 | 上川郡 | 下川町                  |        |
| 二之橋   |          |          | 4.9      | 21.4     |                                                                    | 上川支廳 | 上川郡 | 下川町                  |        |
| 幸成     |          |          | 3.6      | (25.0)   |                                                                    | 上川支廳 | 上川郡 | 下川町                  |        |
| 一之橋   |          |          | 2.9      | 27.9     |                                                                    | 上川支廳 | 上川郡 | 下川町                  |        |
| 上興部   |          |          | 11.0     | 38.9     |                                                                    | 網走支廳 | 紋別郡 | 西興部村                |        |
| 西興部   |          |          | 6.3      | 45.2     |                                                                    | 網走支廳 | 紋別郡 | 西興部村                |        |
| 六興     |          |          | 3.6      | (48.8)   |                                                                    | 網走支廳 | 紋別郡 | 西興部村                |        |
| 中興部   |          |          | 3.4      | 52.2     |                                                                    | 網走支廳 | 紋別郡 | 西興部村                |        |
| 班溪     |          |          | 3.1      | (55.3)   |                                                                    | 網走支廳 | 紋別郡 | 興部町                  |        |
| 宇津     |          |          | 3.3      | 58.6     |                                                                    | 網走支廳 | 紋別郡 | 興部町                  |        |
| 北興     |          |          | 5.7      | 64.3     |                                                                    | 網走支廳 | 紋別郡 | 興部町                  |        |
| 興部     |          |          | 3.5      | 67.8     | 日本國有鐵道：興濱南線（1985年7月15日廢除）                        | 網走支廳 | 紋別郡 | 興部町                  |        |
| 旭丘     |          |          | 1.3      | (69.1)   |                                                                    | 網走支廳 | 紋別郡 | 興部町                  |        |
| 豐野     |          |          | 3.9      | 73.0     |                                                                    | 網走支廳 | 紋別郡 | 興部町                  |        |
| 沙留     |          |          | 4.7      | 77.7     |                                                                    | 網走支廳 | 紋別郡 | 興部町                  |        |
| 富丘     |          |          | 3.7      | (81.4)   |                                                                    | 網走支廳 | 紋別郡 | 興部町                  |        |
| 渚滑     |          |          | 7.5      | 88.9     | 日本國有鐵道：渚滑線（1985年4月1日廢除）                           | 網走支廳 | 紋別市 | 紋別市                  |        |
| 潮見町   |          |          | 3.0      | 91.9     |                                                                    | 網走支廳 | 紋別市 | 紋別市                  |        |
| 紋別     |          |          | 1.2      | 93.1     |                                                                    | 網走支廳 | 紋別市 | 紋別市                  |        |
| 元紋別   |          |          | 4.6      | 97.7     |                                                                    | 網走支廳 | 紋別市 | 紋別市                  |        |
| 一本松   |          |          | 4.9      | (102.6)  |                                                                    | 網走支廳 | 紋別市 | 紋別市                  |        |
| 小向     |          |          | 3.3      | 105.9    |                                                                    | 網走支廳 | 紋別市 | 紋別市                  |        |
| 弘道     |          |          | 2.3      | (108.2)  |                                                                    | 網走支廳 | 紋別市 | 紋別市                  |        |
| 沼之上   |          |          | 4.4      | 112.6    |                                                                    | 網走支廳 | 紋別市 | 紋別市                  |        |
| 旭       |          |          | 4.6      | 117.2    |                                                                    | 網走支廳 | 紋別郡 | 上湧別町 （現：湧別町） |        |
| 川西     |          |          | 2.1      | 119.3    |                                                                    | 網走支廳 | 紋別郡 | 上湧別町 （現：湧別町） |        |
| 中湧別   |          |          | 2.6      | 121.9    | 北海道旅客鐵道：湧別支線 日本國有鐵道：湧網線（1987年3月20日廢除） | 網走支廳 | 紋別郡 | 上湧別町 （現：湧別町） |        |
| 北湧     |          |          | 3.1      | (125.0)  |                                                                    | 網走支廳 | 紋別郡 | 上湧別町 （現：湧別町） |        |
| 上湧別   |          |          | 1.5      | 126.5    |                                                                    | 網走支廳 | 紋別郡 | 上湧別町 （現：湧別町） |        |
| 共進     |          |          | 3.2      | 129.7    |                                                                    | 網走支廳 | 紋別郡 | 上湧別町 （現：湧別町） |        |
| 開盛     |          |          | 3.9      | 133.6    |                                                                    | 網走支廳 | 紋別郡 | 上湧別町 （現：湧別町） |        |
| 北遠輕   |          |          | 1.8      | 135.4    |                                                                    | 網走支廳 | 紋別郡 | 遠輕町                  |        |
| 遠輕     |          |          | 2.7      | 138.1    | 北海道旅客鐵道：石北本線                                           | 網走支廳 | 紋別郡 | 遠輕町                  |        |

### 湧別支線
| 中文站名 | 日文站名 | 英文站名 | 站間距離 | 營業距離 | 接續路線                                                           | 所在地   | 所在地 | 所在地                  |
| -------- | -------- | -------- | -------- | -------- | ------------------------------------------------------------------ | -------- | ------ | ----------------------- |
| 中湧別   |          |          | -        | 0.0      | 北海道旅客鐵道：名寄本線 日本國有鐵道：湧網線（1987年3月20日廢除） | 網走支廳 | 紋別郡 | 上湧別町 （現：湧別町） |
| 四號線   |          |          | 3.0      | (3.0)    |                                                                    | 網走支廳 | 紋別郡 | 湧別町                  |
| 湧別     |          |          | 1.9      | 4.9      |                                                                    | 網走支廳 | 紋別郡 | 湧別町                  |

※（）內是實際距離。沒有設定營業距離。

## 接替的巴士公司
名士巴士
市立醫院前～名寄車站前～下川巴士總站～興部
剛接替時名寄方向是以西3条南6丁目為終站
亦設置直接到達紋別及遠輕的路線
北紋巴士
興部～ 紋別高校前
紋別～遠輕
剛接替時設有直接到達名寄的路線
北海道北見巴士
紋別～遠輕
名寄本線廢線時為北見巴士
設有直接到達北高前～潮見町3丁目的路線
湧別町營巴士
中湧別小學～旭
剛接替時為上湧別町營巴士

## 註腳
1. 1 2 3 4 5 6 7 8 9
2. 1 2 3 4 5  今尾恵介監修『日本鉄道旅行地図帳』1号 北海道、新潮社、2008年、p.48
3. 1 2 3 4 5 6 7 8 9 10 11 12 13  JTB時刻表. No. 1989年3月号 (JTB): 付録10ページ. 缺少或|title=为空 (帮助)
4. ↑  今尾 2008，第48頁.
5. 1 2  交通公社の時刻表. No. 1986年3月号 (日本交通公社): 444–445. 缺少或|title=为空 (帮助)
6. ↑  交通公社の時刻表. No. 1986年12月号 (日本交通公社): 520–522. 缺少或|title=为空 (帮助)
7. ↑  JTB時刻表. No. 1989年3月号: 636–637. 缺少或|title=为空 (帮助)
8. ↑  搬遷後改稱為旭丘臨時乘降場，1980年代再次改名為。
9. ↑  學田臨時乘降場的設置日期不詳。
10. 1 2
11. ↑  『停車場変遷大事典 国鉄・JR編 I』P128,131。
12. ↑  今尾恵介監修『日本鉄道旅行地図帳』1号 北海道、新潮社、2008年、pp.18-19,37
13. 1 2 3 4  今尾恵介監修『日本鉄道旅行地図帳』1号 北海道、新潮社、2008年、pp.18-19,48-49
14. ↑  『停車場変遷大事典 国鉄・JR編 I』 P36。